# Mercedes-Benz GLK-klass
Mercedes-Benz GLK-Klass (numera benämnd GLC-Klass) är en serie mindre SUV:ar, tillverkade av den tyska biltillverkaren Mercedes-Benz sedan 2008.
Tekniken baseras på Mercedes-Benz C-klass.

## X204 (2008-15)
Se vidare under huvudartikeln Mercedes-Benz X204.

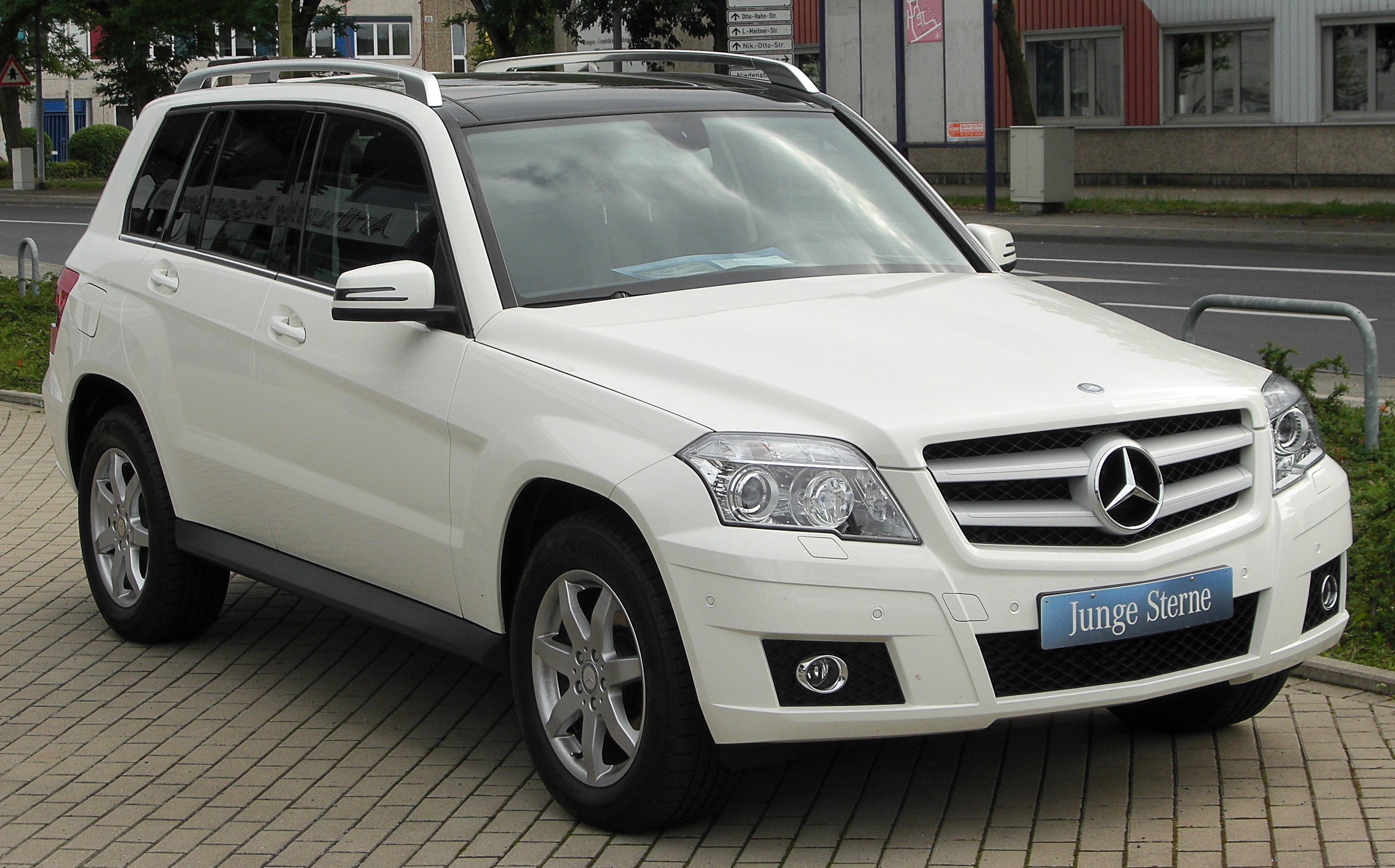
X204
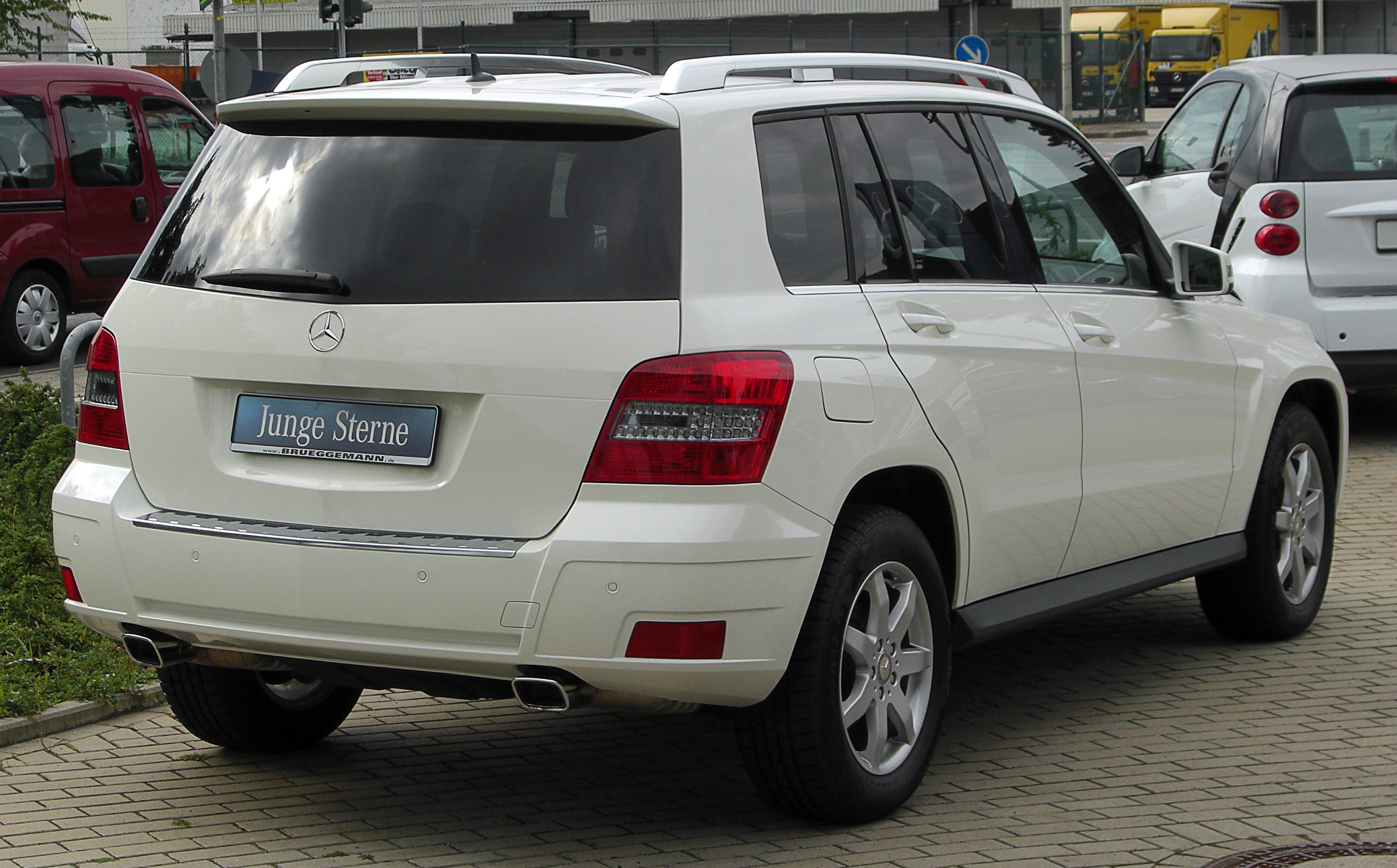
X204

## X253 (2015-22)
Se vidare under huvudartikeln Mercedes-Benz X253.

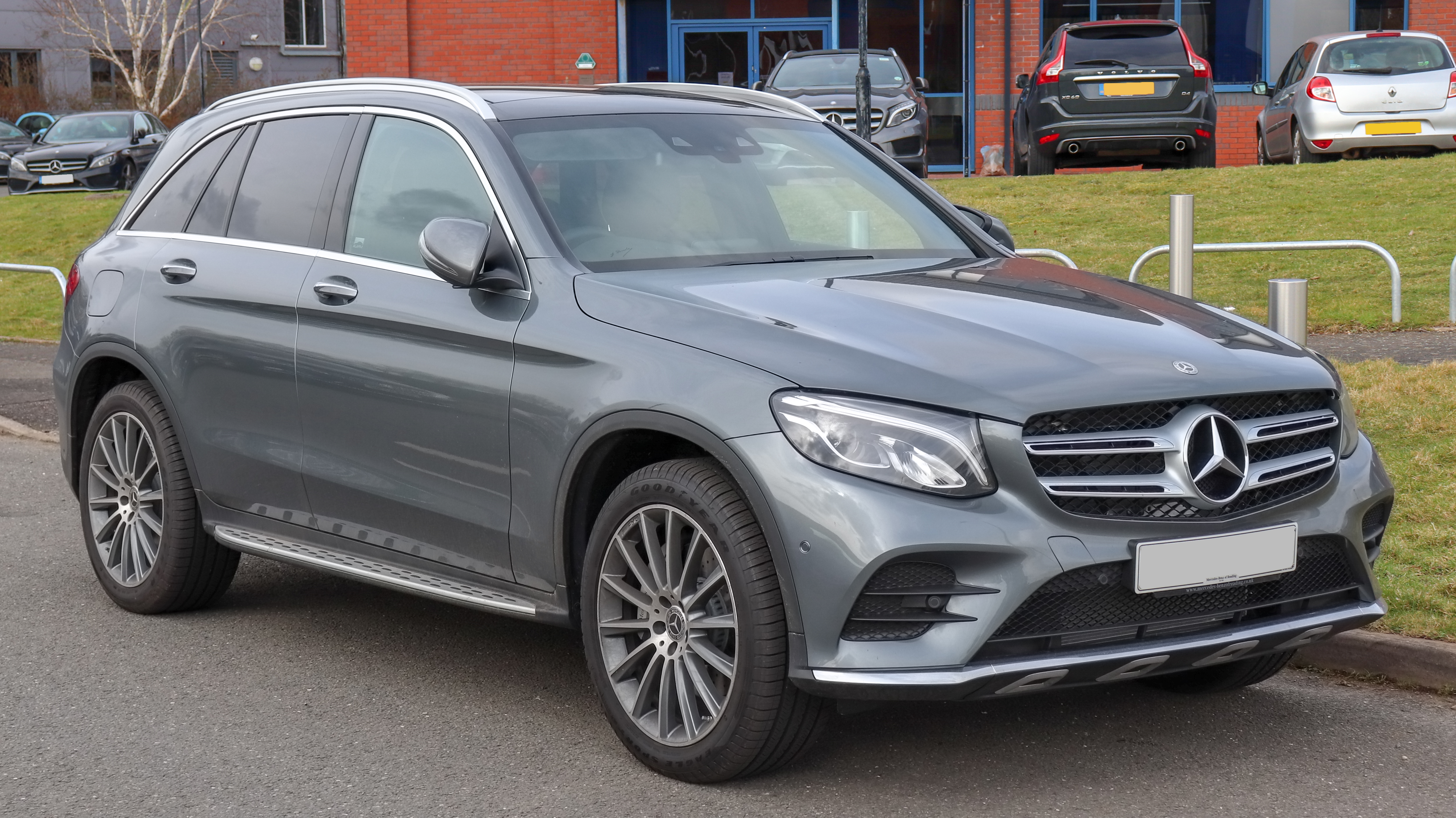
X253
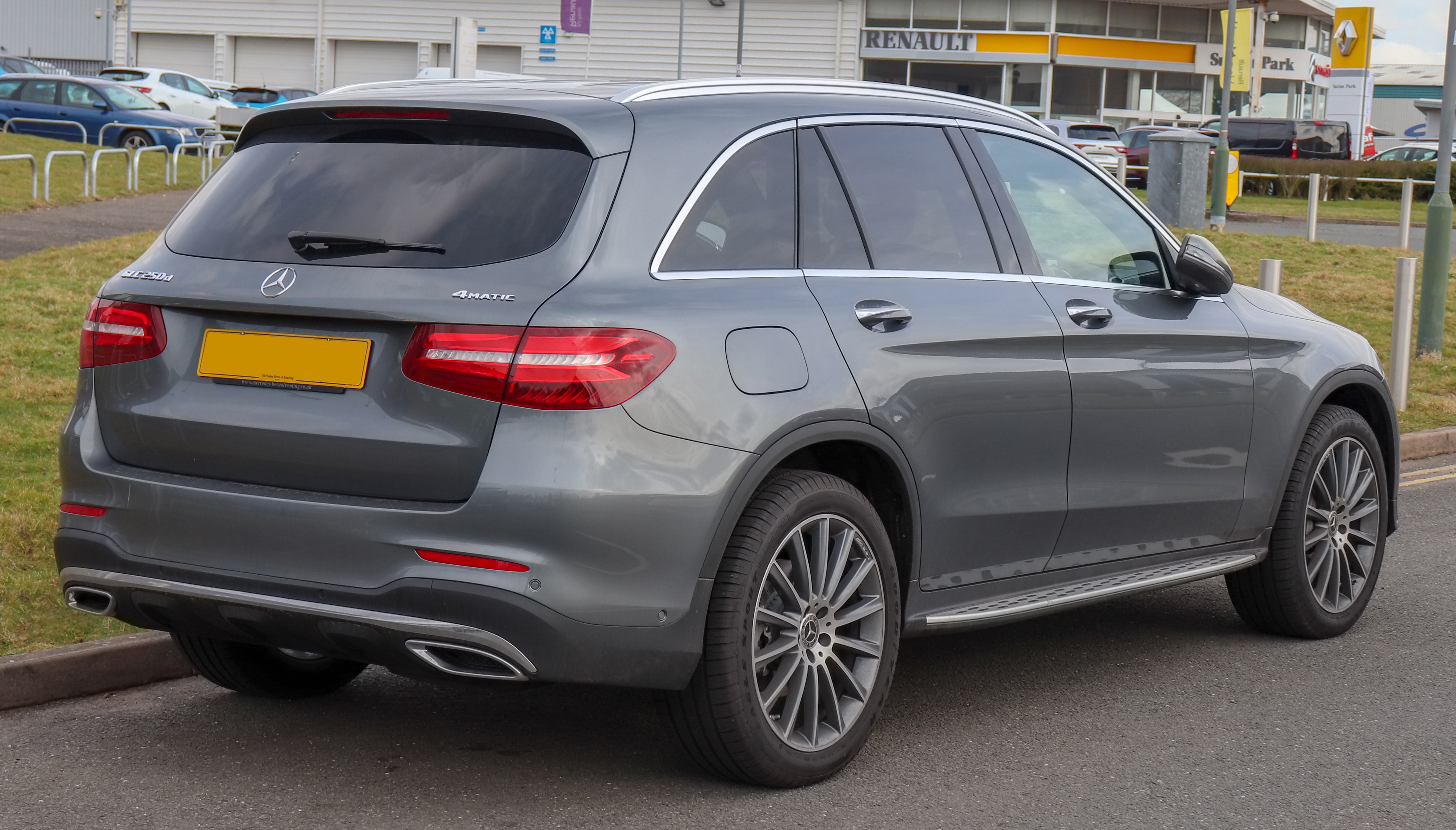
X253
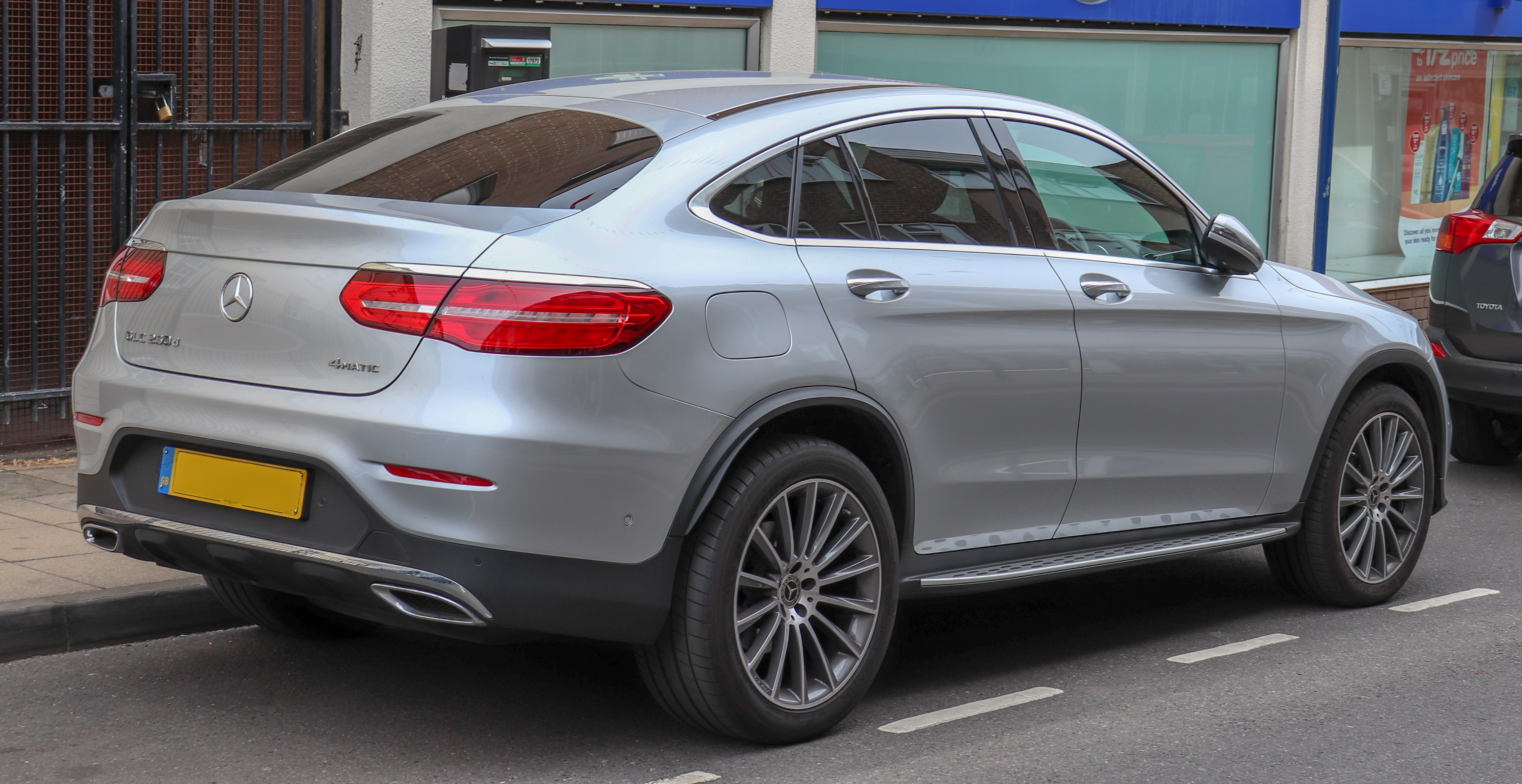
C253

## X254 (2022-)
Se vidare under huvudartikeln Mercedes-Benz X254.

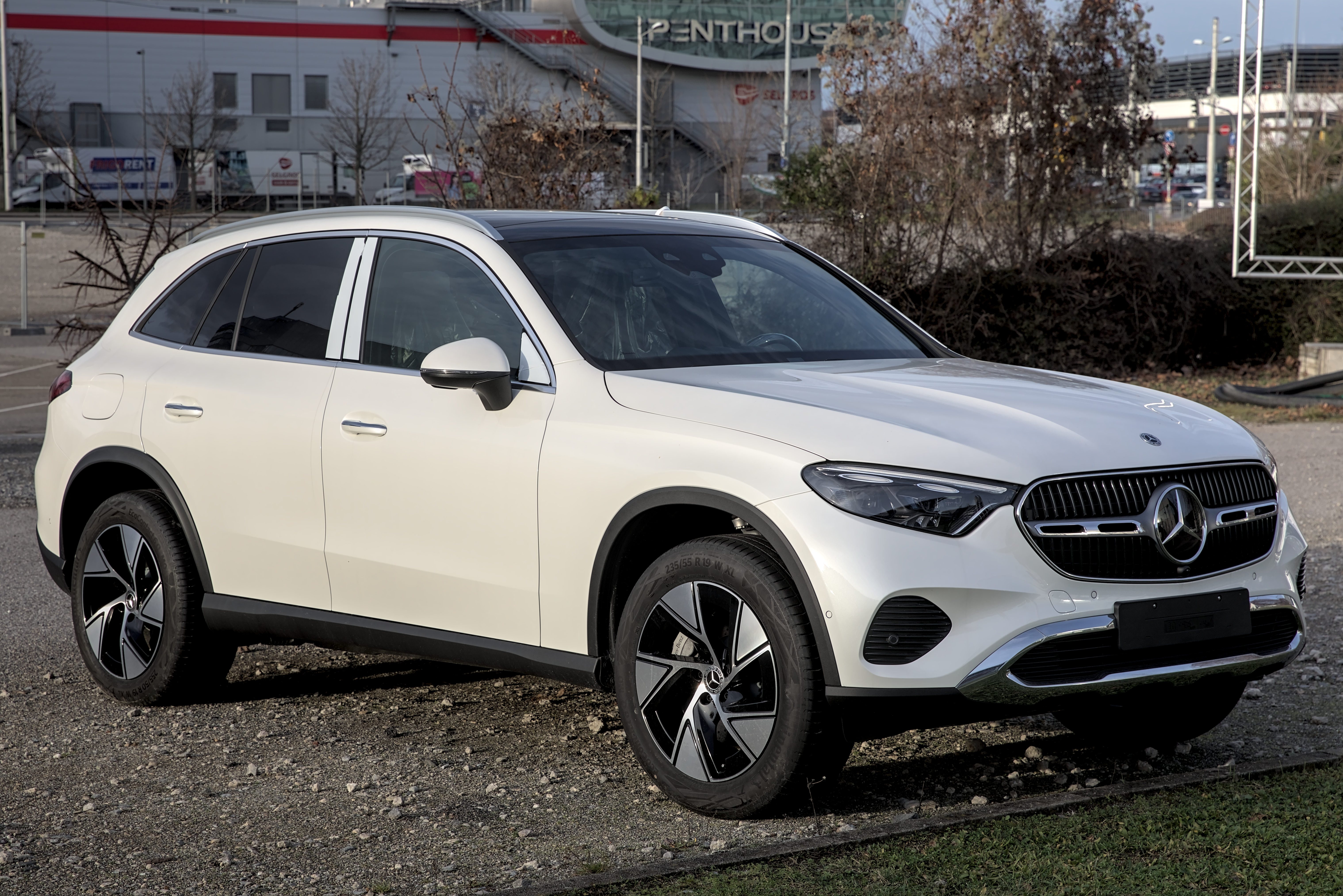
X254
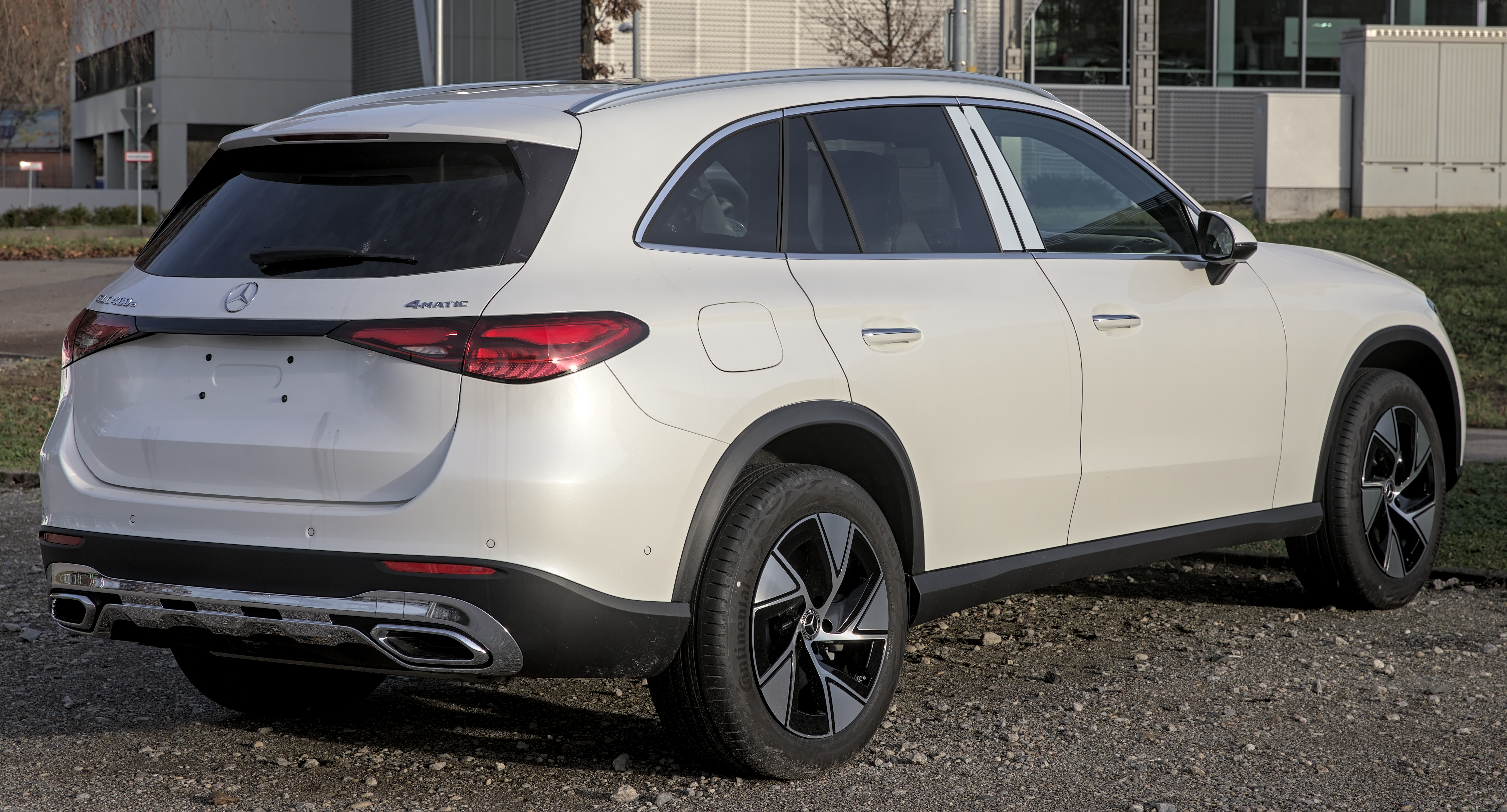
X254
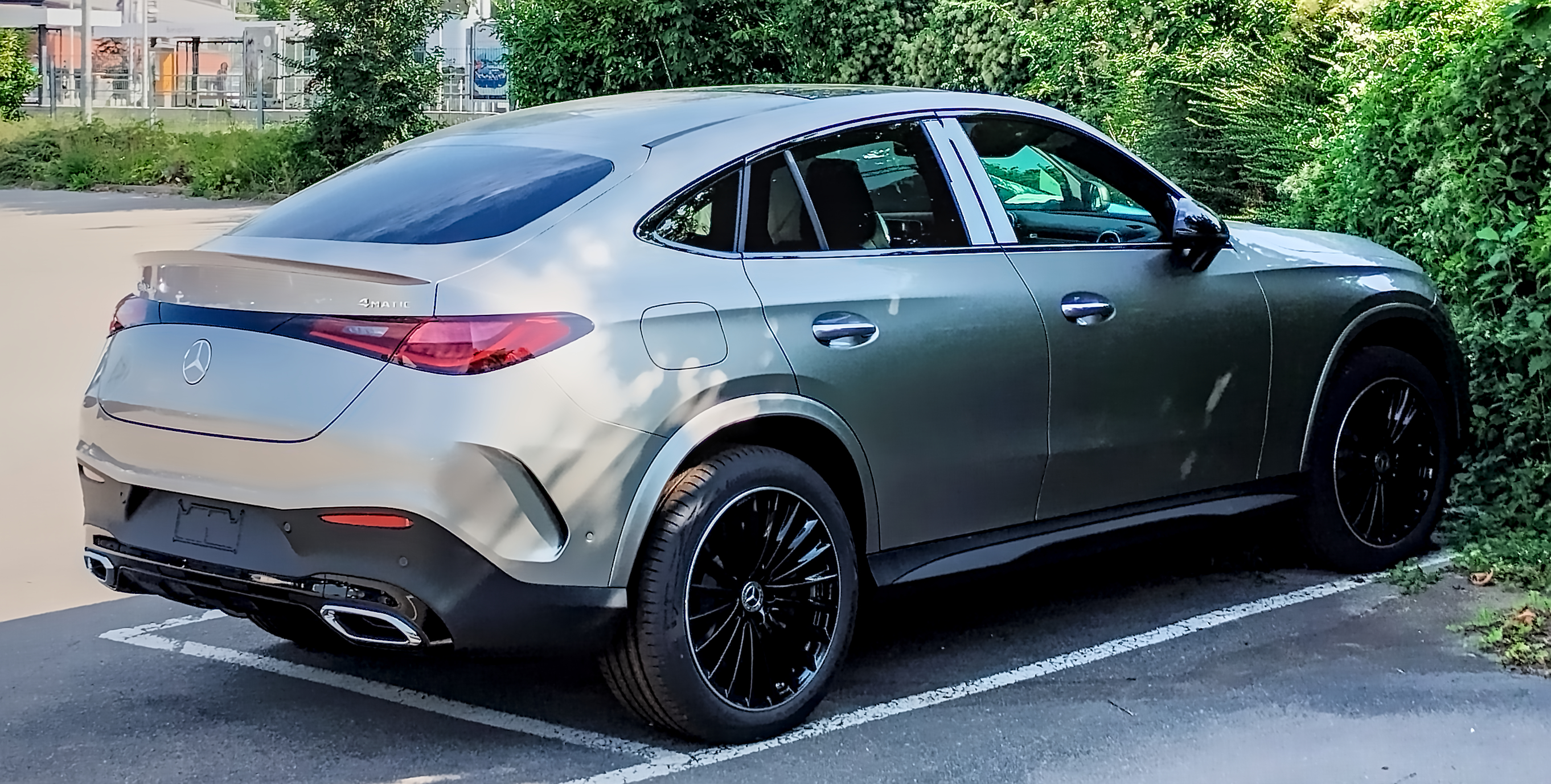
C254